# Вянтькор
Вянтькор — река в России, протекает по Нижневартовскому району Ханты-Мансийского АО. Устье реки находится в 111 км от устья Ватъёгана по правому берегу. Длина реки составляет 10 км.

## Данные водного реестра
По данным государственного водного реестра России относится к Верхнеобскому бассейновому округу, водохозяйственный участок реки — Обь от впадения реки Васюган до впадения реки Вах, речной подбассейн реки — Васюган. Речной бассейн реки — (Верхняя) Обь до впадения Иртыша.